# Луаодис, Энзо
Энзо́ Лилья́н Мари́н Луаоди́с (фр. Enzo Lilian Marin Loiodice; родился 27 ноября 2000) — французский футболист, полузащитник клуба «Лас-Пальмас».

## Клубная карьера
Дебютировал за «Дижон» в чемпионате Франции 28 апреля 2018 года в матче против «Бордо».
3 июля 2018 года подписал первый в своей карьере профессиональный контракт с «Дижоном», рассчитанный на три года.

## Карьера в сборной
Выступал за сборные Франции до 19 и до 20 лет.